# 슈룬스

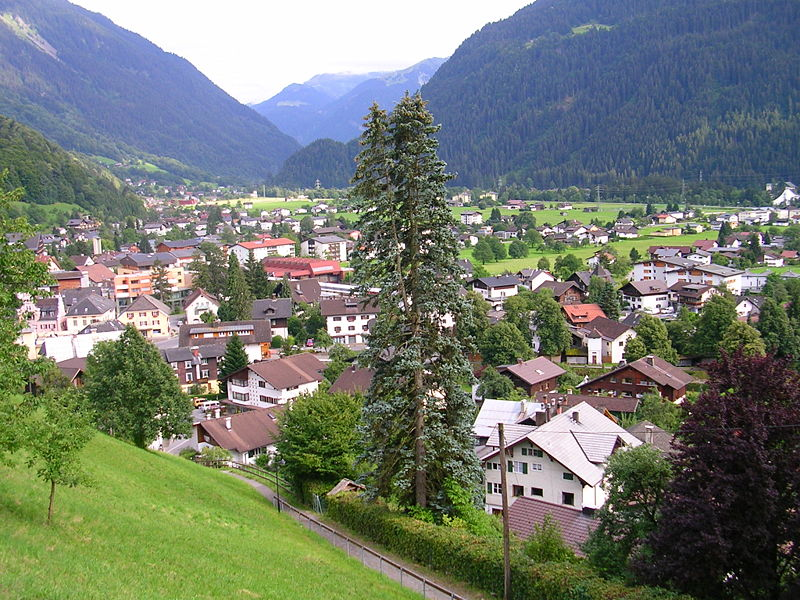
슈룬스

슈룬스(독일어: Schruns)는 오스트리아 포어아를베르크주에 위치한 도시로 면적은 18.04km2, 높이는 700m, 인구는 3,706명(2016년 1월 1일 기준), 인구 밀도는 210명/km2이다.
슈륜스의 전체 면적 가운데 약 45.2%는 숲이고 약 18.1%는 산지이다. 슈룬스의 서부는 포어아를스베르크 주에서 하이킹, 등산 관광지로 알려진 곳이다.

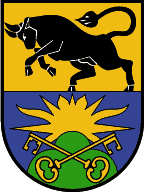
시 문장

## 인구
| 연도 | 인구  | ±%     |
| ---- | ----- | ------ |
| 1869 | 1,394 | —      |
| 1880 | 1,330 | −4.6%  |
| 1890 | 1,462 | +9.9%  |
| 1900 | 1,503 | +2.8%  |
| 1910 | 1,663 | +10.6% |
| 1923 | 1,689 | +1.6%  |
| 1934 | 2,021 | +19.7% |
| 1939 | 2,218 | +9.7%  |
| 1951 | 2,717 | +22.5% |
| 1961 | 3,304 | +21.6% |
| 1971 | 3,616 | +9.4%  |
| 1981 | 3,724 | +3.0%  |
| 1991 | 3,843 | +3.2%  |
| 2001 | 3,715 | −3.3%  |
| 2011 | 3,701 | −0.4%  |